# Hilfsluftpresser
Der Hilfsluftpresser, kurz Hilu, Hilfskompressor oder Hilfsluftkompressor, kurz Hiko, auch Pantograph-Kompressor, dient auf Elektrolokomotiven der Drucklufterzeugung beim Aufrüsten des Triebfahrzeugs nach längeren Abstellungen. Der Hilfsluftpresser ist ein kleiner, batteriebetriebener Kolbenverdichter, der Druckluft zum Heben des Stromabnehmers und Schließen des Hauptschalters erzeugt, wenn der Druck in den Vorratsbehältern der Lokomotive zu niedrig ist und der Hauptkompressor aufgrund der noch fehlenden Energieversorgung aus der Fahrleitung noch nicht in Betrieb ist. Sobald ausreichend Druck im System vorhanden ist, wird der Hilfskompressor abgeschaltet.
Der Hilfsluftpresser zählt zu den Hilfsbetrieben. Er erzeugt einen Luftdruck von etwa 8 bar und hat einen kleinen Vorratsbehälter, der im Betrieb der Lokomotive über ein Rückschlagventil auch vom Hauptluftpresser befüllt wird. Je nach Lokomotive erfolgt das Aufrüsten manuell oder automatisch. Beim manuellen Aufrüsten muss der Hilfslufpresser von Hand eingeschaltet werden, wobei oft auch Drucklufthähne in die richtige Stellung gebracht werden müssen. Beim automatischen Aufrüsten wird der Hilfskompressor automatisch eingeschaltet, wenn die Schalter Stromabnehmer heben oder Hauptschalter schließen betätigt werden und der Druck im System zu gering ist.
Bei modernen Triebfahrzeugen wird der Hilfsluftpresser meist als ölfreier Kolbenkompressor ausgeführt. Der Kompressor erreicht in der Regel nur zwei bis drei Betriebsstunden pro Jahr. Der Elektromotor hat aufgrund der kurzen Laufzeit häufig keine Kühlrippen; die Laufzeit wird bei modernen Fahrzeugen von der Steuerung begrenzt, um eine Überhitzung des Motors zu vermeiden. Bei den Einheitselektrolokomotiven wird der Hilu von einem Elektromotor mit 450 W Leistung angetrieben, der Hubraum beträgt 85 cm². Er wird eingeschaltet, wenn am Druckwächter des Hauptschalters weniger als 5,8 bar anstehen.